# Arkeologi

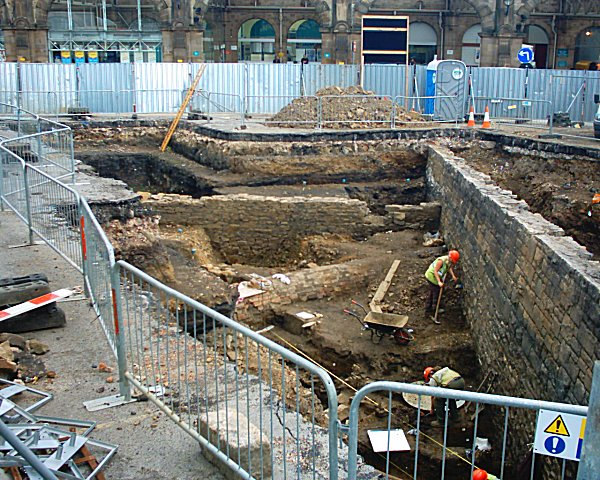
Utgrävning i Sheffield, England.

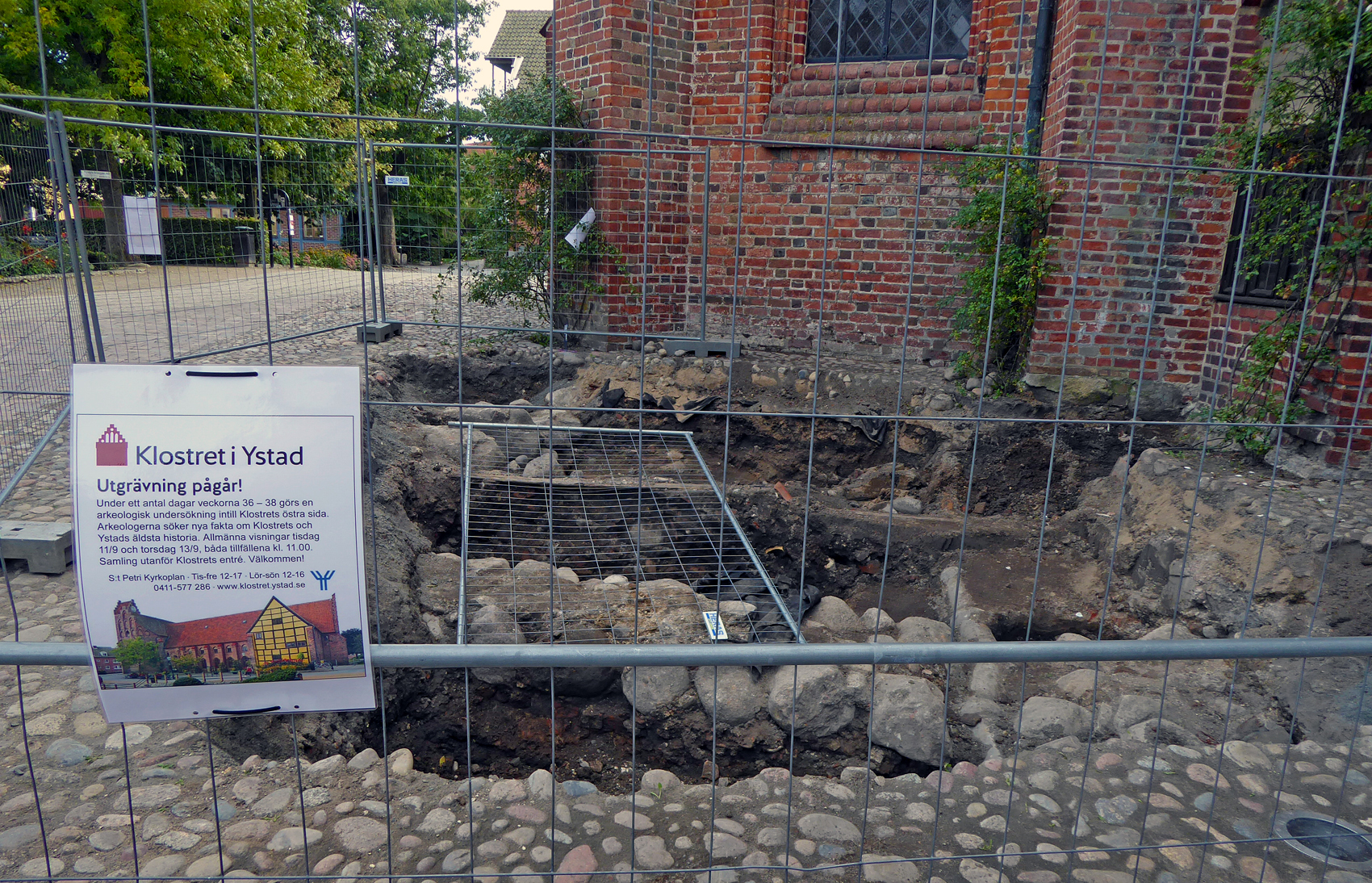
Arkeologisk utgrävning vid klostret i Ystad 2018.

Arkeologi (av grek. archaiologia "fornkunskap", av archaios "urgammal", "forntida": kunskapen om den forna människan). 
Arkeologi är studiet av materiella lämningar som på något sätt påverkat eller påverkats av människan, exempelvis artefakter. Ämnet är av natur tvärvetenskapligt, och kan anses vara både av humanistisk och naturvetenskaplig art. Arkeologin behandlade länge det som kunde beaktas vara människans förhistoria, men idag är arkeologiska studier inte begränsade tidsmässigt. Ämnet delas ibland upp i följande underdiscipliner; historisk arkeologi (efter skrivkonsten), förhistorisk arkeologi (före skrivkonsten), klassisk arkeologi (Grekland och Rom), egyptologi (Egypten), assyriologi (Främre Orienten före Islam), islamisk arkeologi (Främre Orienten efter Islam) och osteologi. Indelningen av området i dessa discipliner har dock föga betydelse för den yrkesverksamme arkeologen.
Som universitetsämne blev arkeologin ett eget ämne under 1800-talet. 1818 var Caspar Reuvens utsetts världens första professor i arkeologi vid Universitetet i Leiden i Nederländerna. Som den första arkeologiska avhandlingen i Sverige brukar Hans Hildebrands från 1866 räknas. Oscar Montelius lade fram sin avhandling 1869. 1914 inrättades den första professuren i arkeologi vid Uppsala universitet, där Oscar Almgren blev den förste innehavaren av professuren. Den följdes snart av en professur vid Lunds universitet 1919, med Otto Rydbeck som dess förste innehavare.
Kristian Kristiansen har pekat ut tre vetenskapliga framsteg som på ett avgörande sätt har fört den förhistoriska arkeologin framåt: Darwins utvecklingslära (1859), kol-14-datering (1950) och DNA-sekvensering av förhistoriska fynd (2010).
Utöver den klassiska grenen av arkeologi, där man generellt studerar lämningar äldre än 1850, finns även samtidsarkeologi, vilket är studien av samtida lämningar. Ett exempel på ett samtidsarkeologiskt project är Tuscon Garbage Project, som inleddes 1973 i USA, där människor fick beskriva sina konsumtionsvanor. Forskare grävde sedan i folks sopor för att ta reda på om deras självuppfattade vanor överensstämde med det faktiska.

## Arkeologisk teori

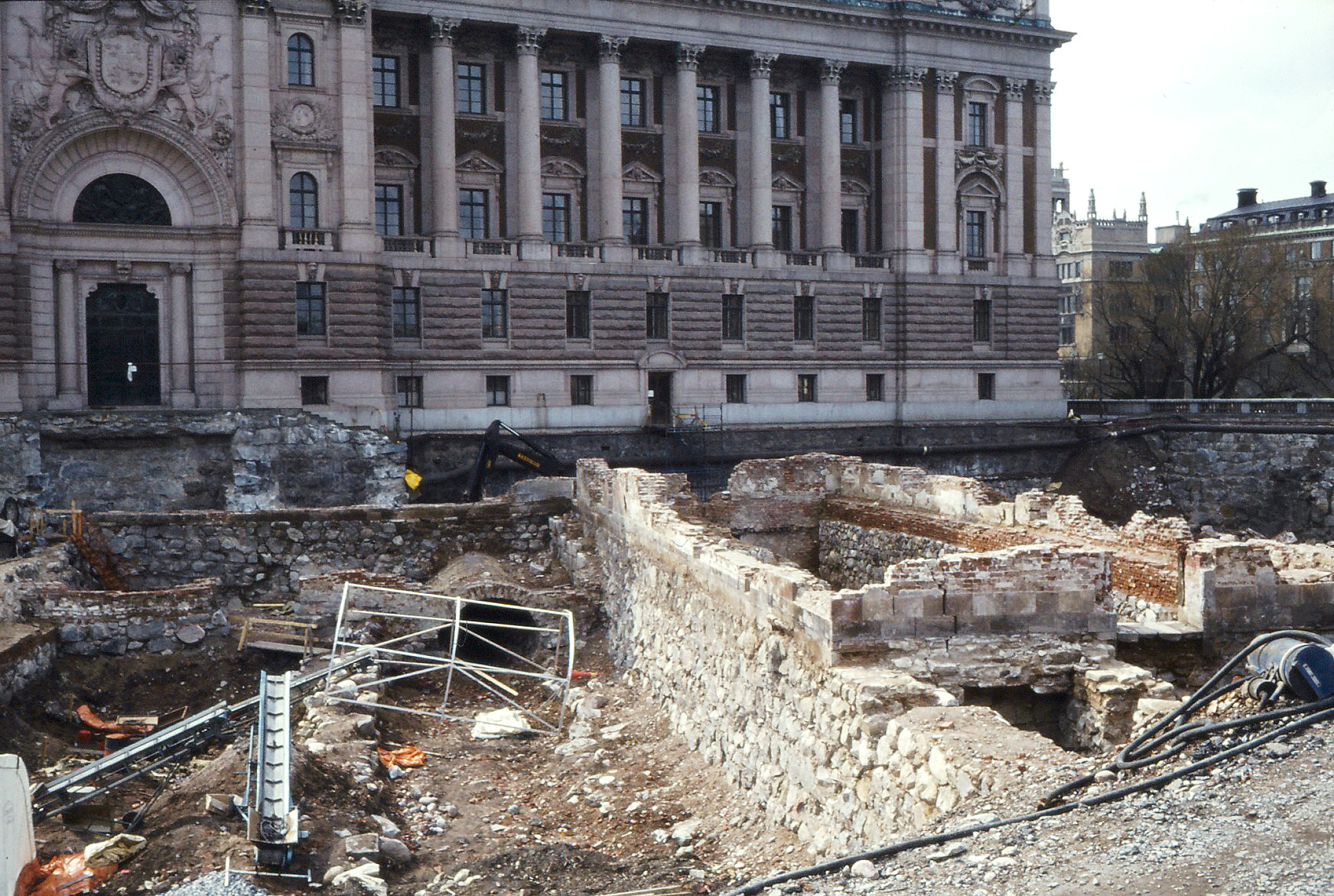
Riksgropen i Stockholm 1978.

Den arkeologiska teorin var från början i stor utsträckning underordnad skrifthistoriska perspektiv (i Skandinavien ofta sagohistoria). Den uppvisar inga tydliga självständiga skolbildningar före mitten av 1800-talet då den kulturhistoriska arkeologin formulerades. Denna förblev det rådande perspektivet fram till 1960-talet.
I slutet av 1960-talet kom ett antal yngre, framför allt amerikanska arkeologer, som till exempel Lewis Binford att opponera mot den kulturhistoriska arkeologin. De menade att arkeologin skulle använda sig av mer naturvetenskapliga och antropologiska metoder med hypotestestning. De kallade detta för "New Archaeology" och den blev allmänt känd som processuell arkeologi.
Under 1980-talet växte det fram en ny inriktning, postprocessuell arkeologi, vilken bland annat företräds av de brittiska arkeologerna Ian Hodder, Michael Shanks och Christopher Tilley. De ifrågasatte den processuella arkeologins fokus på naturvetenskap och objektivitet. De framhöll i stället vikten av relativism och humanistiska perspektiv. Enkelt uttryckt hade New Archaeology velat ta reda på vad folk åt förr medan den postprocessuella koncentrerade sig på kokkärlens sociala symbolik. Den senare har i sin tur kritiserats av processuella arkeologer för brist på vetenskaplig stringens. Debatten pågår fortfarande. Postprocessuell arkeologi är enhetlig i ännu mindre utsträckning än andra teoribildningar och kan sägas vara tämligen disparat.
Postkolonial arkeologi sysslar främst med de problem som kolonialismen skapat där västerländska arkeologer hävdade tolkningsföreträde gentemot de koloniserade folkgrupperna. 
Arkeologisk teori lånar numera från ett brett fält inkluderande evolutionsteori, fenomenologi, postmodernism, agentteori, kognitiv vetenskap, funktionalism, genderteori, hermeneutik, feministisk teori och systemteori.
Dessa olika inriktningar influerar kontinuerligt varandra och den enskilde arkeologen kan vara svår, för att inte säga omöjlig, att snävt bestämma som tillhörig den ena eller andra inriktningen.

## Arkeologisk praktik

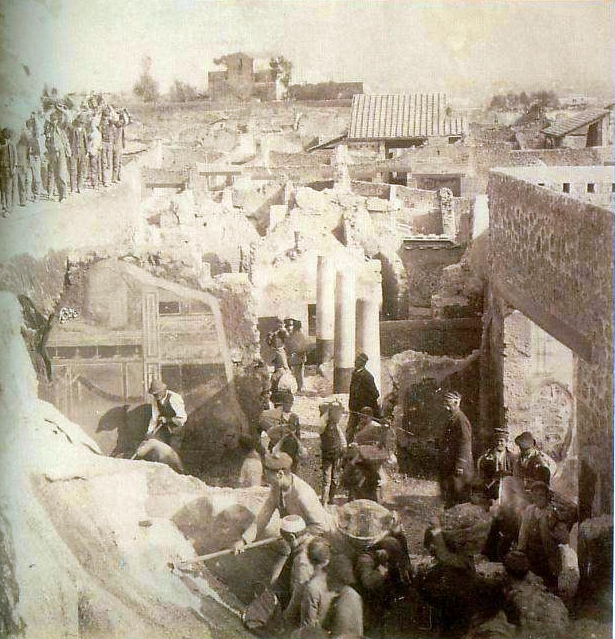
Friläggning av en ruin i Pompeji i slutet av 1800-talet.

Arkeologin handlar i bredast utsträckning om historieskrivning, att nå människans förflutna. Eftersom mycket av det material som finns bevarat är begravt under mark, har utgrävningar blivit synonyma med fältet.
Fältarkeologi kan sägas bedrivas i två former: inventering och utgrävning.
Ända sedan 1600-talet har man utfört utgrävningar i syfte att studera forntiden. En modern utgrävning är dock ofta tämligen högteknologisk och man använder sig idag ofta av digital inmätningsutrustning. Stora grävmaskiner är också vanliga hjälpmedel vid sidan av spadar, skärslevar och svampknivar. 
Många av fältarkeologins begrepp och metoder har hämtats från närliggande discipliner, till exempel geologi, även om man också har en livaktig och självständig metodutveckling.
I Sverige beslutar länsstyrelserna eller Riksantikvarieämbetet om en utgrävning skall företas, detta enligt kulturmiljölagen, som förbjuder att en fast fornlämning rubbas eller förstörs utan tillstånd.

## Betydelse och bakgrund
Den största delen av människans historia finns inte nedtecknad. Skrivkonsten utvecklades för ca 5000 år sedan i Mesopotamien i form av kilskrift. Homo sapiens däremot har funnits i minst 200 000 år, och andra arter av hominider i miljoner år (se den mänskliga evolutionen). Varje kunskap om den tidiga mänskliga utvecklingen måste alltså komma från arkeologin. Arkeologin kan även vara ett viktigt komplement till studier av historiska källskrifter som ofta är partiska. I många samhällen var nämligen skrivkunnigheten begränsad till dess elit, som prästerskap eller byråkrater. Även bland aristokratin har många gånger läskunnigheten varit begränsad. Ofta blir då de materiella lämningarna mer representativa för ett samhälle. Även materiella lämningar har dock sina egna problem, så som representativitet och tafonomi.
Vid sidan av dess vetenskapliga karaktär har arkeologin även använts i politiska syften, till exempel som argumentation om vem som har rätt till ett visst markområde. Arkeologin har även använts som ett politiskt medel för att stärka eliters ställning som, eller för, skapandet av etnicitet.

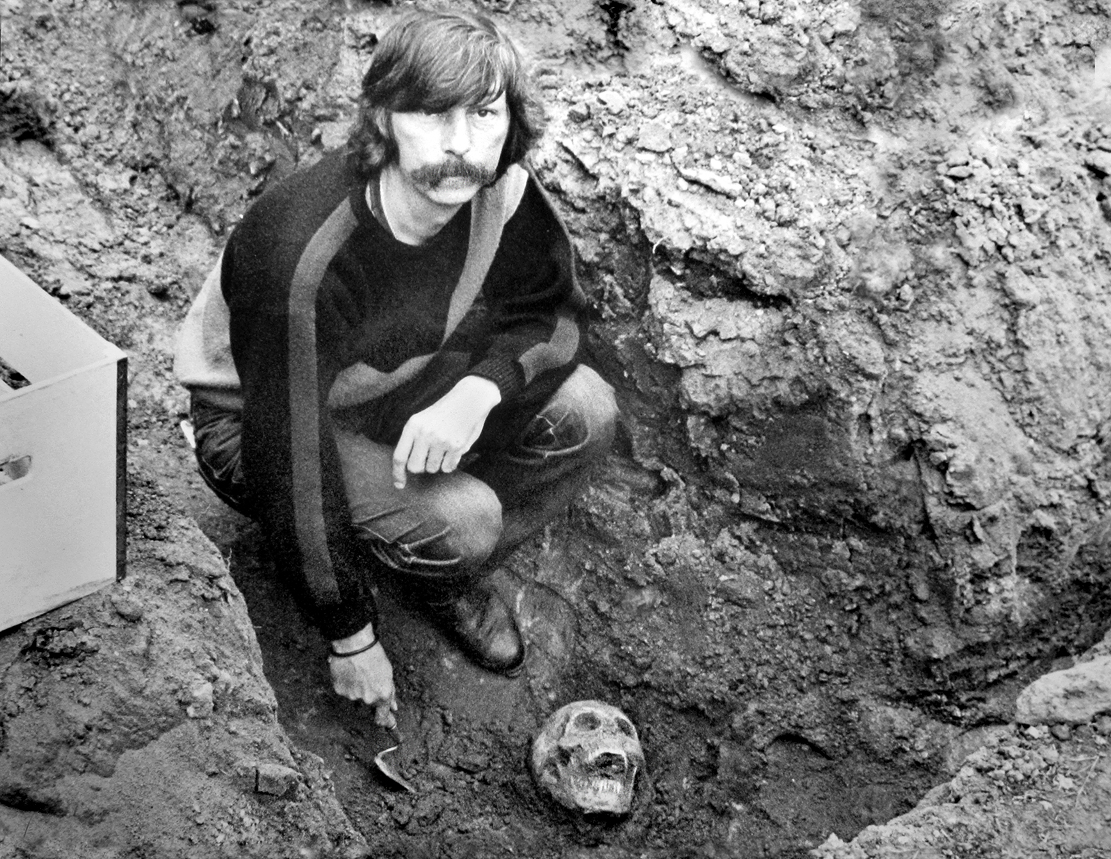
Malmö Museums Arkeolog Ulf Almqvist (1946-2000) frilägger ett kranium under en utgrävning i Kungsparken. Malmö 1986.